# Bassenjira
De Bassenjira een bergbeek, die stroomt in de Zweedse  gemeente Kiruna. De Bassenjira zorgt voor de afwatering van de berghellingen van de noordelijke en middelste berg Vassitjåkka. Ze ligt op meer dan 1000 meter hoogte en is slechts 2 kilometer lang voordat zij de Vassijåkka in stroomt.